# Marjan Čakarun
Marjan Čakarun (Zadar, 27 de abril de 1990) es un baloncestista croata que pertenece a la plantilla del KK Primorska de la Liga de Eslovenia. Con 2,04 metros de estatura, juega en la posición de pívot.

## Trayectoria deportiva
Comenzó a jugar a baloncesto en las categorías inferiores del Radnički. En la temporada 2012-13, en las filas del Sloga de la liga Serbia, logró un promedio de 12,1 puntos y 5,8 rebotes por partido. Asimismo, logró ser elegido MVP de su liga con su tope anotador como jugador profesional: 30 puntos, además de 11 rebotes.
Cakarun jugó en varios equipos de su país: Borik Puntamika, Jolly JBS y Kvarner 2010. En la temporada 2015-16, jugó en el Helios esloveno, con el que promedió 15,2 puntos y 7,6 rebotes por partido. Fue el jugador más destacado de su equipo, y artífice de la final de la liga, que ganó su equipo.
En agosto de 2016 se comprometió con el ICL Manresa de la liga ACB por una temporada.